# Шпиркан, Дарья Вячеславовна
Да́рья Вячесла́вовна Шпирка́н (1904—1970) — советская кинорежиссёр, сценарист.

## Биография
С середины 1920-х годов начала работать режиссёром и сценаристом на фабрике «Совкино». Д. Шпиркан застала несколько смен названий кинофабрики, пока в 1936 году не остановились на последней — киностудии «Ленфильм».
 Незадолго до ВОВ начала на «Мосфильме» картину «Два друга», так и не выпущенную сразу в прокат. По свидетельству снимавшейся там Лидии Смирновой, Дарью Шпиркан называли «лошадиным режиссёром». Позже под руководством Александра Мачерета её доснимали два режиссёра: Лев Брожовский и Лев Ишков.
По документальному фильму «Братья Васильевы» в 1964 году была в экспедиции в Вологде — на родине Г. Н. Васильева, где в тот момент открывали мемориальную доску на доме, в котором он жил.
В 1960-е годы принимала участие в восстановлении многих кинокартин.

## Фильмография

### Режиссёр
- 1927 — «Неудачная карьера» (короткометражный)
- 1933 — «Очир»
- 1941 — «Два друга» (завершена Львом Брожовским и Львом Ишковым)[4]
- 1964 — «Братья Васильевы»[5] (документальный)

### Сценарист
- 1927 — «Неудачная карьера» (короткометражный)
- 1933 — «Очир»
- 1964 — «Братья Васильевы» (документальный)

### Режиссёр восстановления
- 1967 — «Волочаевские дни»
- 1968 — «Братья Карамазовы»[6]
- 1968 — «В дни Октября»